# Ronde van Frankrijk 2020/Vierde etappe
De vierde etappe van de Ronde van Frankrijk 2020 werd verreden op 1 september met start in Sisteron en finish in Orcières-Merlette. Het was de eerste bergetappe van deze Ronde van Frankrijk.
| Sisteron – Orcières-Merlette (157,0 km) |                    |                       |          |
| Plaats                                  | Naam               | Ploeg                 | Tijd     |
| 1                                       | Primož Roglič      | Team Jumbo-Visma      | 4u07'47" |
| 2                                       | Tadej Pogačar      | UAE Team Emirates     | z.t.     |
| 3                                       | Guillaume Martin   | Cofidis               | z.t.     |
| 4                                       | Nairo Quintana     | Arkéa Samsic          | z.t.     |
| 5                                       | Julian Alaphilippe | Deceuninck–Quick-Step | z.t.     |
| 6                                       | Miguel Ángel López | Astana Pro Team       | z.t.     |
| 7                                       | Egan Bernal        | Team INEOS Grenadiers | z.t.     |
| 8                                       | Thibaut Pinot      | Groupama-FDJ          | z.t.     |
| 9                                       | Mikel Landa        | Bahrain McLaren       | z.t.     |
| 10                                      | Adam Yates         | Mitchelton-Scott      | z.t.     |
|                                         |                    |                       |          |
| 11                                      | Tom Dumoulin       | Team Jumbo-Visma      | z.t.     |
| 41                                      | Thomas De Gendt    | Lotto Soudal          | + 1'53"  |

| Algemeen klassement |                    |                       |           |
| Plaats              | Naam               | Ploeg                 | Tijd      |
| Gele trui           | Julian Alaphilippe | Deceuninck–Quick-Step | 18u07'04" |
| 2                   | Adam Yates         | Mitchelton-Scott      | + 4"      |
| 3                   | Primož Roglič      | Team Jumbo-Visma      | + 7"      |
| 4                   | Tadej Pogačar      | UAE Team Emirates     | + 11"     |
| 5                   | Guillaume Martin   | Cofidis               | + 13"     |
| 6                   | Egan Bernal        | Team INEOS Grenadiers | + 17"     |
| 7                   | Tom Dumoulin       | Team Jumbo-Visma      | z.t.      |
| 8                   | Esteban Chaves     | Mitchelton-Scott      | z.t.      |
| 9                   | Nairo Quintana     | Arkéa Samsic          | z.t.      |
| 10                  | Miguel Ángel López | Astana Pro Team       | z.t.      |
|                     |                    |                       |           |
| 35                  | Greg Van Avermaet  | CCC Team              | + 3'21"   |

1e etappe ·
2e etappe ·
3e etappe ·
4e etappe ·
5e etappe ·
6e etappe ·
7e etappe ·
8e etappe ·
9e etappe ·
10e etappe ·
11e etappe ·
12e etappe ·
13e etappe ·
14e etappe ·
15e etappe ·
16e etappe ·
17e etappe ·
18e etappe ·
19e etappe ·
20e etappe ·
21e etappe
Startlijst · Eindstanden · Afbeeldingen